# Vale das Mós
Vale das Mós is een plaats (freguesia) in de Portugese gemeente Abrantes en telt 747 inwoners (2001).